# Pow R. Toc H.
«Pow R. Toc H.» — инструментальная композиция группы Pink Floyd с альбома 1967 года The Piper at the Gates of Dawn.
Хотя авторами значатся все четверо участников группы, критики отмечают явные признаки влияния характера и, соответственно, значительную роль в создании «Pow R. Toc H.» басиста Pink Floyd Роджера Уотерса. В вокальном компоненте этой композиции и полностью написанной Уотерсом песни «Take Up Thy Stethoscope and Walk» отмечается сходство с художественными формами дадаизма.
Помимо инструментальной составляющей, композиция «Pow R. Toc H.» включает большое число вокальных и шумовых эффектов, которые для разных слушателей звучат либо как крики обитателей джунглей, либо как элементы космической тематики, присущей группе на раннем этапе творчества.

## История
Ник Мэйсон так описывал возникновение идеи песни:

Как получилась «Pow R Toc H», это один чудак подошёл к микрофону, и начал: «Ба-бум-чи-чи, Ба-бум-чи-чи», и все подхватили и добавили туда всё остальное, и затем подхватили ударные, и это более-менее всё…
Оригинальный текст (англ.)How 'Pow R Toc H' started was just one geezer would go up to the microphone and go, Ba-boom-chi-chi, Ba-boom-chi-chi, and everyone picked up on it and put the other things in it and then the drums picked up and that was more or less that…

Первое известное концертное исполнение композиции датируется 14 октября 1966 года. Студийная версия записана 21 марта 1967 года в студии № 3 (Abbey Road Studios), с 14:30 до часа ночи. Всего было записано 4 дубля песни; из четвёртого дубля 29 марта было выполнено сведение моно-версии; 18—19 июля сведена стерео-версия. В день записи (около 23:00) по инициативе продюсера Нормана Смита музыканты Pink Floyd познакомились с участниками группы The Beatles, которые в это время в студии № 2 работали над песнями «Getting Better» и «Lovely Rita» для альбома Sgt. Pepper’s Lonely Hearts Club Band.
14 мая 1967 года музыканты Pink Floyd участвовали в передаче The Look of the Week (с англ. — «Облик недели») телеканала BBC2, где было представлено живое исполнение песен «Pow R. Toc H.» и «Astronomy Domine», однако из первой композиции в эфир попал только фрагмент продолжительностью около 35 секунд, использованный в качестве заставки к передаче.
«Pow R. Toc H.» часто включалась группой в концертные сет-листы 1966—1969 годов. Концертные импровизации могли значительно превышать по длительности студийную версию «Pow R. Toc H.», так, например, на фестивале Hippy Happy Fair в Роттердаме 13 ноября 1967 года длительность исполняемой композиции составила более 11 минут. В 1969 году «Pow R. Toc H.» под изменённым названием «The Pink Jungle» (с англ. — «Розовые джунгли») вошла в концертную сюиту The Man and The Journey. К 1970 году Pow R. Toc H. уступает место в концертных программах новым композициям группы.

## Название композиции
Смысл необычного названия композиции, его произношение и происхождение вызывают интерес слушателей и исследователей творчества Pink Floyd, но на этот счёт не существует подтверждённых самими музыкантами сведений. По утверждению менеджеров группы Эндрю Кинга и Питера Дженнера, название представляет собой просто набор звучных слов, ономатопею.
Первая часть названия «Pow R.» визуально и фонетически более всего напоминает английское слово power «сила», «мощь», «энергия», «власть».
По наиболее распространённой версии, часть «Toc H.» может восходить к названию армейского клуба отдыха «Дом Тэлбота» (англ. Talbot House), который был создан служащими союзных войск в городке Поперинге в Западной Фландрии во время Первой мировой войны. Клуб был открыт для военнослужащих всех званий, а со временем в клубе было введено требование полного игнорирования званий — таким образом, все посетители клуба становились равными. «Toc H.» ( /tɔk eɪtʃ/) передаёт первые две буквы названия клуба TH, где «T» представлена как «Toc» в соответствии с фонетическим алфавитом британских ВВС того времени. После войны в 1922 году была учреждена христианская благотворительная организация Toc H, целью которой служит построение справедливого и свободного от предрассудков общества, основанного на идеях равенства и дружбы.
Поклонниками Pink Floyd предлагаются и другие варианты интерпретации второй части названия: toke или tokage (с англ. — «затяжка марихуаной»; ср. произношение /ˈtɔkeɪʤ/ и /tɔk eɪtʃ/), touch (с англ. — «прикосновение»).
Таким образом, в зависимости от принимаемого значения части «Toc H.», примерами интерпретации названия могут быть:
«Power Toc H»: «сила „Дома Тэлбота“» (в значении «политическая сила», «политическое движение»).
«Power Toke», «Power Tokage»: «затяжка силой», «затяжка энергией», «затяжка с силой».
«Power Touch»: «прикосновение силы», «прикосновение с силой».
Современные слушатели усматривают сходство между названием этой композиции и современным англоязычным сленгом SMS-сообщений, основанном на аббревиатурах и кодировании слов фонетическими эквивалентами названий букв и цифр.

## Участники записи
В записи композиции принимали участие:
- Сид Барретт — гитара, вокальные эффекты;
- Ник Мэйсон — ударные (Premier, два бас-барабана);
- Роджер Уотерс — бас-гитара (Rickenbacker 4001S), вокальные эффекты;
- Ричард Райт — орган Farfisa Combo Compact, фортепиано.